# Estados de la Tregua
Los Estados de la Tregua, también conocidos como Omán de la Tregua, se refieren a un grupo de Estados tribales árabes al sur del golfo Pérsico (sureste de Arabia) cuyos líderes habían firmado tratados de protección o treguas con el Reino Unido entre 1820 y 1892, en los actuales territorios de los Emiratos Árabes Unidos, Catar y Baréin. 
Antes de la llegada del Imperio británico a la península arábiga, existía tanta piratería en la costa que la zona era conocida con el nombre de "costa de los piratas". Cuando los británicos se empezaron a interesar por los productos que existían en el territorio, tuvieron una audiencia con los jefes de las tribus árabes del lugar. Así se decidió que el Imperio británico tomaría mando del territorio a cambio de la seguridad de la región, por la alta piratería que existía. Después de un tiempo los británicos cambiaron el nombre de la costa por "Estados de la Tregua" en el año 1892. Después de pasar a ser territorio británico, se le anexionaron otros territorios más (Catar y Baréin).